# 太湖
太湖（たいこ、拼音: TàiHú）は、中華人民共和国の江蘇省南部と浙江省北部の境界にある大きな湖である。その景観の美しさで知られ、中国政府の国家重点風景名勝区に指定されている。
太湖は長江デルタに位置する。大運河ともつながり、多くの中小の河川が流れ込み、またここから蘇州を流れる蘇州河や上海を流れる黄浦江などの河川が発している。これら太湖周辺の水系はすべて最後は長江に流入する。湖周囲の都市は、北岸の無錫、西岸の宜興、東岸の蘇州（いずれも江蘇省）、および南岸の湖州（浙江省）である。

## 太湖の概要
古代の太湖は東シナ海の一部であったが、長江と銭塘江が運ぶ土砂で沖積平野が形成された結果、海から切り離された潟湖（ラグーン）となり、やがて雨量の多さや流入する無数の河川の淡水によって次第に淡水湖となっていった。
かつて太湖は震澤、具区、笠澤、五湖などと呼ばれ、周辺は「魚米の郷」と呼ばれる中国有数の豊かさを誇る穀倉地帯・淡水漁業地帯であり、多くの古代国家や豊かな食文化を支えてきた。また茶の栽培や陶磁器の生産でも知られてきた。太湖は非常に浅いため湖水がよく混合され、豊富に流入する有機物によって非常に豊かな漁獲高を古来より誇ってきた。

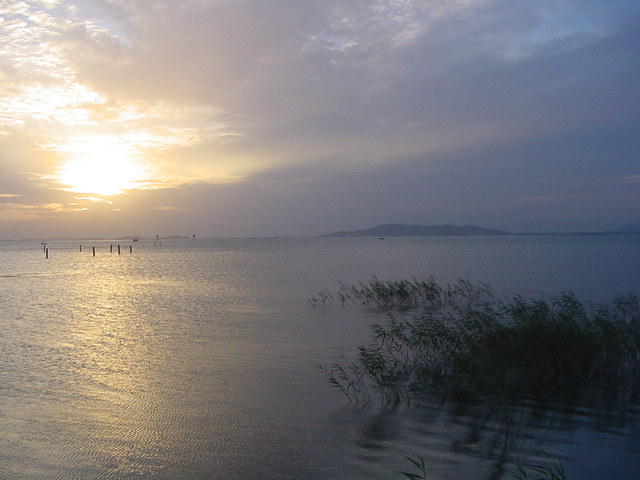
蘇州付近の太湖

太湖の面積は2,250平方km（琵琶湖の約3.4倍）、平均水深は2.0m、最大水深は48m。湖面の海抜は3.33m、周囲は400kmである。中国五大湖の一つで、鄱陽湖、洞庭湖に次ぎ中国で三番目に大きな淡水湖である。湖には大小約48の島が浮かび、多くの半島が連なり、湖を囲む峰の数は72を数える。洞庭東山、西山、馬跡山、三山などが著名な山々で、これらの山や湖が入り組む景観は天然の絵画ともいえる美しさを呈している。無錫の山水風景、世界遺産の蘇州古典園林、呉の古跡、宜興の丘陵地の洞窟群などは一体となって太湖風景区を形成している。
太湖周辺の丘陵は石灰岩を産出し、これらの丘陵から切り出される「太湖石」とよばれる穴の多い複雑な形の奇石は有名で、蘇州はじめ中国各地の庭園に置かれている。

## 太湖の観光
1982年、江蘇省の蘇州市、無錫市、呉県、宜興県、無錫県の2市3県内の「太湖風景名勝区」は中華人民共和国国家級風景名勝区に認定された。

### 無錫

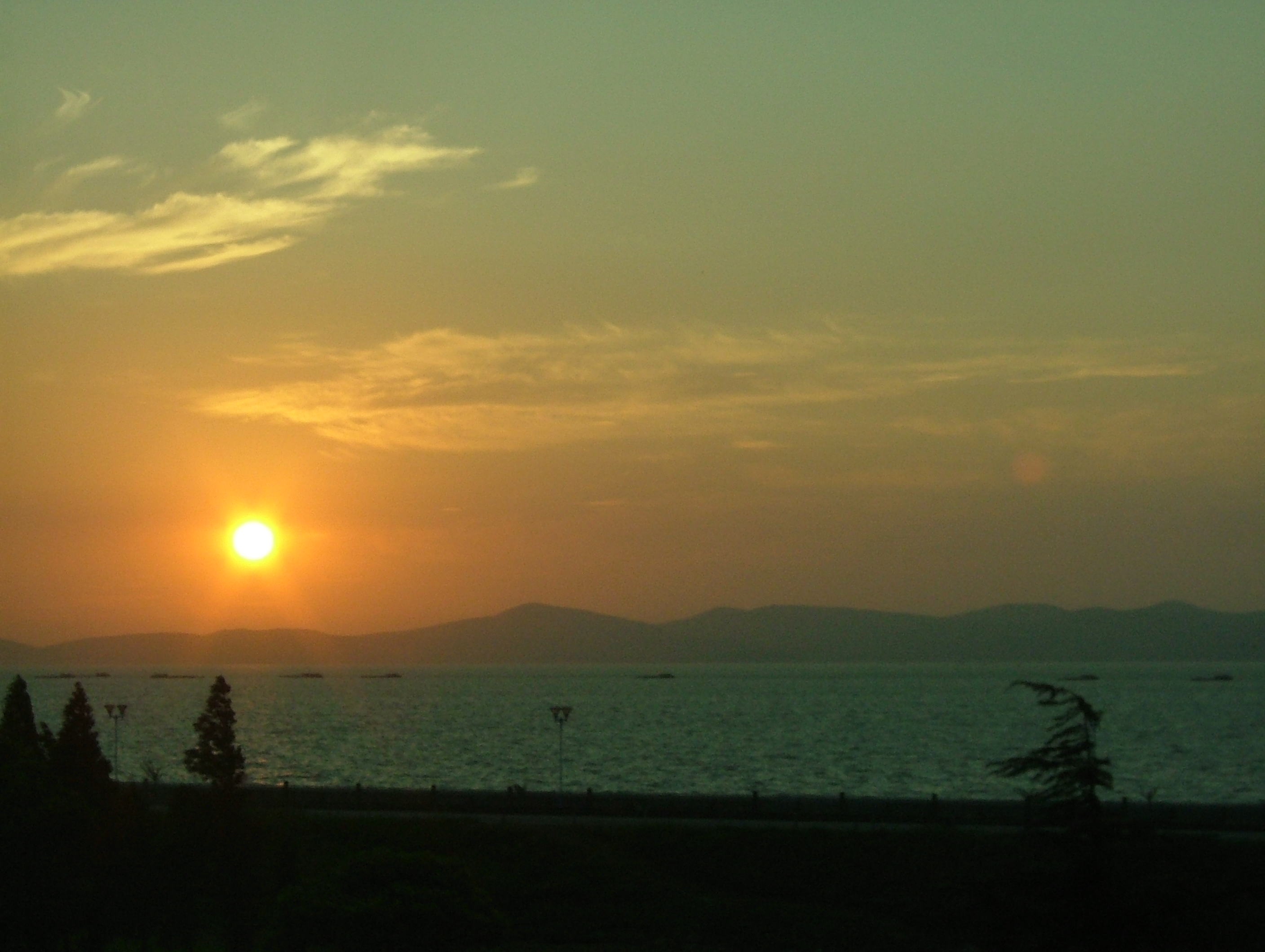
太湖の日の出（無錫）

太湖の景観は、北部の無錫周辺が最も美しいといわれる。最も有名な観光地は、無錫市街の西の太湖に突き出た半島にある黿頭渚公園であろう。太湖とその一部である蠡湖の間にそびえる充山は、西端で半島を形成しており六朝時代から庭園が整えられてきた。明朝末期に東林党を指揮した高攀龍など多くの文人がこの地から太湖を眺めている。中華民国時代の1918年から名家の人士が築いた庭園は中華人民共和国時代に入り広大な公園となった。黿頭渚公園沖合には西鴨、大磯、小磯の三つの島からなる太湖仙島、またの名を「三山」と呼ばれる島々が浮かんでおり、山々に囲まれ島が浮かぶ太湖の風景を楽しめる。
無錫市街の西にある蠡湖は、別名を五里湖・漆湖・小五湖ともいう広さ8.6平方kmの湖で、太湖の一部が平野部に突き出して形成された内湖である。越の王勾践の家臣・范蠡が、絶世の美女といわれた西施と過ごしたという逸話から名を蠡湖と改められた。周囲には1930年、実業家の王禹卿が建設した庭園・蠡園があるほか、蠡湖公園がある。
その他、無錫市街の西には錫山・恵山にまたがった錫恵公園があり、その中の楼閣や寺院からは市街風景と湖の風景を同時に見ることができる。

### 蘇州・西山
湖の東岸の蘇州には、蘇州西山風景区がある。西山は、小高い山がいくつかある太湖最大の島・洞庭山の別名である。この島は南北11km、東西15km、面積は79.8平方kmという大きさであり、島内の山々の頂上に登れば多くの島が浮かぶ湖の景観を眺められる。また呉越時代以来の旧跡、果樹や梅の林、中原から逃れてきた人々の末裔が住む村落などといった見どころのある太湖の名勝のひとつである。風景区には西湖夕照、石公秋月、鳳凰煙雨などの名のついた20か所の景点が決められている。1994年には太湖大橋が完成し、蘇州市内から車で行くことができるようになっている。西山風景区を含む「呉中太湖観光地区」は中国の5A級観光地（2013年認定）。
西山鎮の東北にある林屋山は、治水事業のために中国各地を回った禹が立ち寄った場所の一つとされ、『呉地記』においては「県の西、一百三十里に洞庭があり、その深遠さは測ることができない。呉王は霊威の高い人を使わせて洞穴に入り、禹水を得た」とある。島の東南角にある石公山は、山の入り口にある老人の姿に似た巨大な太湖石から「石公」と名付けられ、天下に知られた名石がここから採掘された。

## 汚染問題
改革開放後は蘇州や無錫に多くの工業団地が作られて工場が進出し、急激な都市化・工業化が進んでいる。一方で太湖水系の河川は汚染が進み、現在の太湖は湖周辺の悪臭や水質汚染がきわめて深刻である。太湖は周辺住民約3000万人の飲料水源となっているが、2007年5月には藻類の大発生により湖水が青く変わり臭気が激しくなる公害事件が起こり、無錫市内では水道水が使えなくなる事態になった。人々がミネラルウォーターを買い求めたため通常の六倍以上の値になり、市当局が水の値上げを禁止する騒ぎが起こっている。中国政府も事態を重大視するに至り、10月までには、中国政府が湖周辺の1,300以上の工場に警告を与え、あるいは操業停止を命じたと報じられた。中国国務院は2012年までに湖水浄化の目標値を設定し、また江蘇省も環境保全のための政策を策定した。
だが地元の環境保護活動家・呉立紅によると、2010年には操業停止処分となった工場は１社もなく、廃業した工場が別名義で操業を継続し、コストのかかる排水浄化装置は当局の検査時のみ稼動し普段は止められているなど、事態は実際にはまったく改善しておらず、新たな汚染が進行しているという。呉は汚染源企業と結託した地元政府が汚染の報道を隠蔽し、活動家を迫害していると主張し、実際に彼自身も汚染企業に対する脅迫容疑で逮捕され3年間服役している。彼は海外メディアの取材に「何度も獄中で腕を縛られて吊るされるなどの拷問を受けた」と証言している。